# Макарони
Макарони (на италиански: Maccheroni) е общото наименование с което се наричат тръбовидни тестени изделия, изработени със специална машина, част от традиционната италианска кухня.
Произвеждат се в различен размер и изрязване. Италианският термин Maccheroni се отнася само за тръбовидни тестени изделия.
Приготвянето им става с варене в подсолена вода за определено от производителя време. След сваряване се заливат с различни по вид и съставки сосове.
С макарони се приготвят и някои видове ястия (вид мусака). В някои национални кухни се приготвят и на фурна.